# Shaw (Birmingham)
Shaw is een historisch merk van motorfietsen:
Shaw Motor Co., Birmingham (1904-1922).
Shaw is een Engels merk dat motorfietsen met CIE- en Minerva-motoren maakte. Na een lange onderbreking werden er in 1919 weer motorfietsen gebouwd, met Amerikaanse 115 cc clip-on motoren, die waarschijnlijk van de vestiging in Galesburg, Texas (zie: Shaw (Galesburg)) betrokken werden.